# Otto Octavius (série de filmes de Sam Raimi)
Otto Octavius é um personagem fictício interpretado por Alfred Molina em Homem-Aranha 2 (2004) e no filme Spider-Man: No Way Home (2021) do Universo Cinematográfico Marvel (MCU), baseado no personagem da Marvel Comics de mesmo nome. Octavius é apresentado em Homem-Aranha 2 como físico nuclear amigo e mentor de Peter Parker, cuja pesquisa sobre poder de fusão com sua esposa Rosie (interpretada por Donna Murphy) está sendo patrocinada pela Oscorp da divisão de pesquisa genética e científica, chefiada por Harry Osborn.
Quando o experimento do reator de fusão de Octavius usando trítio se torna instável, resultando na morte de Rosie, o chicote de poderosos braços robóticos de tentáculos equipados com inteligência artificial (IA) que ele estava usando para manusear com segurança os materiais é fundido ao seu corpo, queimando o chip inibidor mantendo o braços de controlando seu sistema nervoso. Depois de acabar no hospital e massacrar os cirurgiões que tentavam salvar Octavius serrando-os, a IA dos braços o convence a roubar dinheiro para tentar o experimento novamente, ao longo do qual o Clarim Diário o chama de Doutor Octopus ou "Doutor Agarafile". Ao longo do caminho, ele entra em conflito com o Homem-Aranha, com Osborn oferecendo a Octavius o trítio que ele precisa para completar seu experimento em troca de entregá-lo a ele. Em última análise, quando o experimento começa a destruir Nova York, o Homem-Aranha se revela como Peter para Octavius depois de danificar seus braços, e o inspira a recuperar o controle deles e se sacrificar para afundar o reator de fusão no East River, onde ele presumivelmente se afoga.
O personagem retorna em Spider-Man: No Way Home, sendo transportado para outro universo pouco antes de sua morte, devido a um feitiço que deu errado, e acaba colidindo com o Homem-Aranha daquele universo e seus aliados. Depois que o Homem-Aranha substitui seu chip inibidor queimado por um que funciona, Octavius recupera o controle de seus braços como ele fez antes de sua morte original, e se junta ao Homem-Aranha e duas versões alternativas dele na luta contra outros supervilões deslocados do universo, incluindo o ex-colega e pai de Harry, Norman Osborn. Depois de se reunir brevemente com sua versão do Homem-Aranha, agora mais velho, Octavius retorna ao seu universo. Molina manifestou mais interesse em reprisar o papel nos filme do Universo Homem-Aranha da Sony  (SSU) baseado em Sexteto Sinistro.
A atuação de Molina como o personagem, considerado um dos primeiros retratos de Otávio como um vilão trágico, foi recebido positivamente pela crítica e pelo público, e o personagem passou a ser considerado um dos vilões mais icônicos dos filmes de super-heróis.

## Conceito e criação

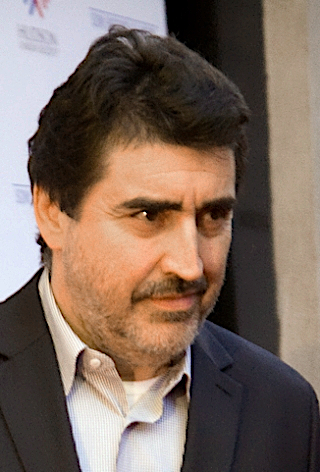
Alfred Molina em 2009.

O personagem de Dr. Otto Octavius / Doutor Octopus apareceu pela primeira vez impresso em The Amazing Spider-Man #3 (julho de 1963 ), e foi criado pelo escritor Stan Lee e pelo artista Steve Ditko. Lee contou: "normalmente ao criar um vilão a primeira coisa que eu pensava era um nome, e então eu tentava pensar, 'Bem, agora que eu tenho o nome, quem será o personagem e o que ele fará?' Por alguma razão, pensei em um polvo. Pensei: 'Quero chamar alguém de Octopus. E quero que ele tenha alguns braços extras apenas por diversão'. Mas tive que descobrir como fazer isso". The Amazing Spider-Man #11-12 e depois novamente em #31-33, tornou-se um favorito dos fãs.
Otto Octavius deveria ser o antagonista secundário de Homem-Aranha (2002), mas o diretor Sam Raimi acabou abandonando o conceito em favor de passar mais tempo com Harry e Norman Osborn. Raimi decidiu usar Octavius como o principal antagonista de Homem-Aranha 2 (2004) por ser um vilão visualmente interessante e um personagem que poderia ser visto como simpático. Vários atores foram considerados para o papel, incluindo Alfred Molina, Ed Harris, Chris Cooper (que mais tarde interpretaria Norman Osborn em The Amazing Spider-Man 2), Christopher Walken e Robert De Niro. Em fevereiro de 2003, Molina foi escalado como Octavius para o filme, passando por treinamento físico para o papel.
Raimi ficou impressionado com sua atuação em Frida (2002) e também sentiu que seu grande tamanho físico era fiel ao personagem dos quadrinhos. Molina não sabia que era um forte candidato ao papel, apenas discutindo brevemente. Ele estava animado para conseguir o papel, sendo um grande fã da Marvel Comics. Embora não estivesse familiarizado com Doc Ock, Molina encontrou um elemento dos quadrinhos que queria manter, o senso de humor cruel e sardônico do personagem.

### Efeitos especiais
Para criar os tentáculos mecânicos do Doutor Octopus, a Edge FX foi contratada para criar um espartilho, um cinto de metal e borracha, uma espinha de borracha e quatro tentáculos de espuma de borracha que tinham 2,4 m de comprimento e pesavam 45 kg. As garras de cada tentáculo, que eram chamadas de "flores da morte", eram controladas por um marionetista sentado em uma cadeira. Cada tentáculo era controlado por quatro pessoas, que ensaiavam cada cena com Molina para que pudessem dar uma sensação natural de movimento, como se os tentáculos estivessem se movendo devido ao movimento muscular de Octavius. No set, Molina se referiu a seus tentáculos como "Larry", "Harry", "Moe" e "Flo". 
Para Spider-Man: No Way Home (2021), os tentáculos mecânicos do Doutor Octopus foram criados através de CGI em vez de marionetes. De acordo com Tom Holland, Molina teve que "reaprender" posteriormente como agir usando-os.

### Retorno do personagem
Molina primeiro manifestou interesse em retratar o personagem novamente na série The Amazing Spider-Man. Em uma entrevista de agosto de 2014, enquanto promovia Love Is Strange (2014), Molina expressou sua abertura para retornar como Doutor Octopus em um filme baseado no Sexteto Sinistro, então destinado a ser lançado em 2016, após a aparição do personagem nesse filme ser provocada no final de The Amazing Spider-Man 2 (2014), mas refletiu que os cineastas poderiam optar por outro ator. Em setembro de 2019, um filme sem título The Sinister Six havia reentrado em desenvolvimento, Amy Pascal afirmando em outubro seguinte que apresentaria os vilões do Universo Homem-Aranha da Sony. Em setembro de 2021, foi confirmado que o filme estava em desenvolvimento ativo, a ser ambientado no Universo Homem-Aranha da Sony. 
Em dezembro de 2020, foi relatado que Molina iria reprisar seu papel como o personagem em Spider-Man: No Way Home (2021), que se destina a ser ambientado no Universo Cinematográfico Marvel. Em abril de 2021, Molina confirmou seu envolvimento com o filme, chamando de "maravilhoso" reprisar seu papel. Ele também revelou que a história de Octavius no filme começaria meros momentos após os eventos de Homem-Aranha 2. Molina foi digitalmente rejuvenescido no filme para se assemelhar a como ele apareceu em 2004, apesar de suas preocupações sobre seu estilo de luta não parecer realista devido à sua idade de maneira semelhante ao personagem de Robert De Niro em O Irlandês (2019).

## Biografia de personagem fictício

### Início da vida
Otto Octavius é um físico nuclear brilhante e um ídolo científico de Peter Parker, que pretende escrever seu trabalho de faculdade sobre ele. Seu trabalho está ligado à Oscorp , dirigida por Norman Osborn, que Octavius conhecia. Anos depois, Osborn morreria como o Duende Verde, sendo empalado por seu planador ao lutar contra o Homem-Aranha. Octavius compareceu ao seu funeral, e continua seu trabalho com sua esposa, Rosie.

### Tornando-se Doutor Octopus
Dois anos depois, Parker conhece Octavius através do financiamento da Oscorp de Octavius, filho de Norman, Harry Osborn. A princípio, Octavius dispensa Parker até lembrar que a Oscorp financia sua pesquisa e que Parker é o aluno "brilhante, mas preguiçoso" do Dr. Curt Connors. Octavius gosta de Parker por causa de sua inteligência e interesse compartilhado. Ele monta um sol artificial com quatro tentáculos mecânicos controlados por um dispositivo em seu pescoço, tentando um experimento de reator de fusão usando trítio. O experimento dá errado, resultando na morte de sua esposa, o arnês sendo fundido ao seu corpo e o chip inibidor que controla os braços sendo destruído. A inteligência artificial (AI) das armas massacra os cirurgiões que tentam salvar Octavius, convencendo-o a roubar dinheiro e tentar o experimento novamente.
Ao longo do caminho, ele entra em conflito com o Homem-Aranha e se oferece para trazê-lo para Harry em troca de mais trítio. Para atrair o Homem-Aranha, Octavius sequestra Mary Jane Watson e luta com ele no topo de um trem elevado, que ele deixa fora de controle. Octavius captura o Homem-Aranha, entrega-o a Harry, mantém Watson como refém e começa outra tentativa no experimento do reator de fusão. O Homem-Aranha chega para detê-lo e danifica os braços antes de revelar sua identidade como Parker para lembrar Octavius de como ele acreditava que a inteligência deveria ser usada para o bem. Inspirado pelas palavras de Parker, Octavius se sacrifica para afundar o reator de fusão no East River.

### Entrando em outra realidade
Em uma realidade alternativa, o Dr. Stephen Strange lança um feitiço para apagar as memórias das pessoas da identidade de Peter Parker (apelidado de "Peter-Um") como Homem-Aranha, mas as frequentes adulterações de Parker com ele fazem com que o feitiço atraia pessoas de todo o mundo. o Multiverso que conhecia a identidade de Parker, incluindo Octavius de momentos antes de sua morte. Pensando que Peter-Um é seu Homem-Aranha, Octavius luta com ele na Alexander Hamilton Bridge, usando a nanotecnologia do Peter-Um, terno para atualizar seus braços. No entanto, depois de descobrir que Peter-Um não é seu Homem-Aranha, Octavius perde o controle de seus braços quando este usa sua nanotecnologia ausente de seu traje para obter controle sobre eles. Quando o Duende Verde aparece na ponte para atacar o Homem-Aranha, Octavius o reconhece como Norman Osborn, mas ele e Peter-Um são teletransportados por Strange para o Sanctum Sanctorum, com ele sendo preso em uma cela ao lado do Lagarto. Peter-Um mais tarde encontra Osborn, e Octavius se reúne com ele, embora ele diga que ele deveria estar morto. Homem-Areia, que é do universo de Osborn e Octavius, diz a ambos que eles morreram lutando contra o Homem-Aranha, para grande choque dos dois cientistas.
Octavius está relutante em ser curado por Peter-Um, pois acredita que não precisa ser consertado, sentindo-se humilhado por não poder revidar, por não ter controle de seus braços. No entanto, depois que Peter-Um e Osborn fazer um novo chip inibidor para ele, Octavius recupera sua humanidade e controle sobre seus braços. Vendo que Peter-Um é muito parecido com o seu e grato por lhe dar o controle de sua mente novamente, Octavius se ofereceu para ajudá-lo e Osborn a curar o resto dos vilões. Quando o Duende assume a mente de Osborn e convence Max Dillon a se juntar a ele, Dillon ataca Octavius, nocauteando-o, embora mais tarde ele consiga escapar da batalha em curso entre Peter-Um e o Duende. Ele retorna para ajudar sua versão de Parker (apelidado de "Peter-Dois"), Peter-Um, e outra versão (apelidada de " Peter-Três ") na cura de Dillon, depois defendendo-os do ataque do Duende. Depois, Strange lança um feitiço para fazer o mundo alternativo esquecer a existência de Peter-Um, fazendo com que Octavius, Osborn, Parker e Marko retornem ao seu universo, com Octavius pegando um reator arc.

## Em outras mídias

### Videogames
- Molina reprisa seu papel como Octavius na adaptação para videogame do Homem-Aranha 2.
- Esta versão de Octavius aparece como um personagem jogável no jogo de 2007 Spider-Man: Friend or Foe, dublado por Joe Alaskey. O jogo se passa em uma linha do tempo alternativa, onde todos os vilões da série de filmes do Homem-Aranha sobreviveram às suas mortes iniciais. Octavius está presente com outros vilões dos filmes durante uma tentativa de matar o Homem-Aranha na cena de abertura do jogo. Depois que o Homem-Aranha derrota os vilões, o grupo é atacado por um enxame de criaturas semelhantes a simbiontes conhecidas como FANTASMAS, o cérebro vilão por trás dos PHANTOMs usando um amuleto de controle da mente e é enviado para Tóquio para criar um gerador PHANTOM, que se assemelha ao reator de fusão original de Octavius. Lá, o Homem-Aranha luta com ele pelo gerador e destrói o amuleto, restaurando seu livre arbítrio. Depois, Octavius relutantemente une forças com o Homem-Aranha e se torna jogável pelo restante do jogo.

## Recepção e legado
O papel de Alfred Molina em Homem-Aranha 2 foi amplamente bem recebido. Em maio de 2014, o IndieWire o classificou como o 5º maior supervilão de todos os tempos. Além disso, Abraham Riesman do Vulture.com em sua lista de fevereiro de 2018 colocou o personagem como número 16 no ranking de seus 25 maiores supervilões do cinema. Os efeitos especiais usados para seus braços robóticos também foram elogiados, com Roger Ebert chamando-o de "triunfo dos efeitos especiais" do filme. Em Chicago Tribune, Mark Caro afirmou que Octavius era um vilão "agradavelmente complexo" em Homem-Aranha 2,  com Kenneth Turan, do Los Angeles Times, concordando com Caro, opinando: "Doc Ock pega este filme com seu quarteto de braços mecânicos sinistras e se recusa a soltar." IGN, sentiu que "Sam Raimi e sua equipe de roteiristas entregaram uma versão icônica e convincente do inimigo clássico do Homem-Aranha ... Quase desejamos que houvesse uma maneira de adicionar retroativamente alguns desses elementos ao personagem original." Empire também elogiou Octavius como um "vilão superior" em 2015. 
O renascimento do personagem em Spider-Man: No Way Home (2021) foi destacado antes do lançamento do filme com um trailer. A revelação foi citada como destaque e inspirou vários memes da internet da cena de Octavius dizendo “Olá, Peter”. Olhando para trás na trilogia de Sam Raimi , Tom Holland, que interpreta o Homem-Aranha no Universo Cinematográfico Marvel, elogiou o desempenho de Molina em Homem-Aranha 2, observando que ele estava inicialmente aterrorizado com o personagem quando viu Homem-Aranha 2 pela primeira vez. Holland mais tarde expressou seu prazer em trabalhar mais tarde com Molina em Spider-Man: No Way Home, chamando Molina de "uma de [suas] pessoas favoritas [com quem ele] já trabalhou".

### Prêmios e indicações
Molina recebeu muitas indicações e prêmios por sua interpretação de Otto Octavius.
| Ano  | Filme          | Prêmio                        | Categoria                                                             | Resultado | Ref(s)       |
| ---- | -------------- | ----------------------------- | --------------------------------------------------------------------- | --------- | ------------ |
| 2005 | Homem-Aranha 2 | London Film Critics' Circle   | Ator Coadjuvante Britânico do Ano                                     | Indicado  | [ 8 ]        |
| 2005 | Homem-Aranha 2 | MTV Movie Awards              | Melhor Vilão                                                          | Indicado  | [ 9 ] [ 10 ] |
| 2005 | Homem-Aranha 2 | Satellite Awards              | Melhor Ator Coadjuvante, Drama                                        | Indicado  | [ 11 ]       |
| 2005 | Homem-Aranha 2 | Saturn Awards                 | Melhor Ator Coadjuvante                                               | Indicado  | [ 12 ]       |
| 2005 | Homem-Aranha 2 | Visual Effects Society Awards | Melhor Performance de um Ator ou Atriz em um Filme de Efeitos Visuais | Venceu    | [ 13 ]       |